# جون نايلور
جون نايلور (11 ديسمبر 1930 - 26 يونيو 1996) (بالإنجليزية: John Naylor)‏ هو لاعب كريكت بريطاني.